# کینگستون (لوئیزیانا)
کینگستون (به انگلیسی: Kingston) یک منطقهٔ مسکونی در ایالات متحده آمریکا است که در پریش دسوتو، لوئیزیانا واقع شده‌است.